# Toponomastika
Toponomástika (ali tudi toponímika) (grško topos - kraj + ounouma - ime) je taksonomska pomožna zgodovinska, geografska in jezikoslovna znanstvena veda, ki preučuje izvor in pomen krajevnih imen (toponimov). Spada v področje imenoslovja (onomastike), vede, ki raziskuje imena vseh vrst, oziroma lastna imena.